# Liste von Brücken in Hamburg/P

## P
| Foto | Name, Kurzbeschreibung | Nutzung         | (Erst)Bau | Stadtteil, Lage                                 |
| ---- | --- | --------------- | --------- | ----------------------------------------------- |
|      | Pappelalleebrücke Zwischen den S-Bahnhöfen Hasselbrook und Wandsbeker Chaussee führt diese Brücke über die Gleise der S-Bahn sowie der Güterumgehungsbahn. | Straße          |           | Eilbek, Marienthal (53° 34′ 6″ N, 10° 3′ 39″ O) |
|      | Parkseebrücke Über die Parkseebrücke quert der Südring beim Goldbekkanal den Zufluss des Stadtparksees im Hamburger Stadtpark. | Straße          |           | Winterhude (53° 35′ 28″ N, 10° 1′ 30″ O)        |
|      | Paul-Bäumer-Brücke (P257) Führt über die Zeppelinstraße (B 433) | Fuß- und Radweg |           | Fuhlsbüttel (53° 38′ 0″ N, 10° 0′ 35″ O)        |
|      | Paul-Stritter-Brücke Die Brücke überquert in der Verlängerung der Feuerbachstraße die Gleise der U-Bahn-Linie 1.Sie ist nach dem Pastor Paul Stritter (1863–1946), dem Direktor der Alsterdorfer Anstalten benannt.                                                        | Fußweg          |           | Alsterdorf (53° 36′ 48″ N, 10° 1′ 42″ O)        |
|      | Pickhubenbrücke Die Pickhubenbrücke führt über das Kleine Fleet, der Verbindung von Zollkanal, Wandrahmsfleet und Brooksfleet im Übergang zum St. Annenfleet in der Speicherstadt. Die Brücke steht unter Denkmalschutz.                                                   | Straße          |           | HafenCity (53° 32′ 40″ N, 9° 59′ 44″ O)         |
|      | Pinkertbrücke Mit dieser Brücke quert der Pinkertweg den Industriekanal. | Straße          |           | Billbrook (53° 31′ 39″ N, 10° 5′ 2″ O)          |
|      | Poelchaukampbrücke Mit dieser Brücke quert die gleichnamige Straße den Mühlenkampkanal. | Straße          |           | Winterhude (53° 34′ 54″ N, 10° 0′ 37″ O)        |
|      | Poggenmühlenbrücke Mit dieser Brücke quert die gleichnamige Straße das Wandrahmsfleet in der Hamburger Speicherstadt. Hier stand zwischen 1555 und 1865 eine Wassermühle, die als Walk- und Pochmühle genutzt wurde. Aus der Bezeichnung entwickelte sich der Straßenname. | Straße          |           | HafenCity (53° 32′ 46″ N, 10° 0′ 8″ O)          |
|      | Pollhofsbrücke Eine Brücke, die im gleichnamigen Gebiet die Brookwetterung quert. | Straße          |           | Bergedorf (53° 28′ 44″ N, 10° 13′ 57″ O)        |
|      | Postbrücke Eine Brücke, die das Bleichenfleet quert. Sie ist nach dem nahen Postgebäude benannt, das in den Jahren 1845 bis 1847 erbaut wurde und heute als Bürogebäude dient.                                                                                             | Straße          |           | Neustadt (53° 33′ 9″ N, 9° 59′ 27″ O)           |
|      | Pulverturmsbrücke (P216) Mit dieser Brücke quert die gleichnamige Straße das Herrengrabenfleet. Die Brücke steht unter Denkmalschutz. | Straße          | 1903      | Neustadt (53° 32′ 52″ N, 9° 59′ 0″ O)           |

- Karte mit allen Koordinaten:
- OSM |
- WikiMap